# Waborbaktam
Waborbaktam (łac. vaborbactamum) – wielofunkcyjny organiczny związek chemiczny, niebetalaktamowy inhibitor β-laktamaz oparty na cyklicznym kwasie borowym jako farmakoforze, podawany razem z meropenemem, celem jego ochrony przed zniszczeniem przez bakteryjne β-laktamazy.

## Mechanizm działania
Waborbaktam tworzy z cząsteczką β-laktamazy stabilny oraz oporny na hydrolizę kompleks, powodując inhibicję karbapenemaz klasy A oraz β-laktamaz klas B oraz C (według klasyfikacji Amblera), w tym β-laktamaz o skrajnie rozszerzonym spektrum aktywności (KPC), a także chromosomalnej cefalosporynazy AmpC. 
W leku złożonym z meropenemem waborbaktam przywraca skuteczność meropenemu wobec wieloopornych szczepów enterobakterii (Enterobacteriaceae).

## Zastosowanie
Waborbaktam jest stosowany wyłącznie w połączeniu z meropenemem w następujących wskazaniach:

### Unia Europejska
- powikłane zakażenia wewnątrzbrzuszne[4];
- powikłane zakażenie dolnych dróg moczowych oraz odmiedniczkowe zapalenie nerek[4];
- szpitalne zapalenie płuc oraz respiratorowe zapalenie płuc[4];

### Stany Zjednoczone
- powikłane zakażenie dolnych dróg moczowych oraz odmiedniczkowe zapalenie nerek spowodowane wrażliwymi bakteriami u osób dorosłych[6];

Waborbaktam znajduje się na wzorcowej liście podstawowych leków Światowej Organizacji Zdrowia (WHO Model Lists of Essential Medicines) (2019).
Waborbaktam jest dopuszczony do obrotu w Polsce (2020) w leku złożonym z meropenemem (Vaborem).

## Działania niepożądane
Nie są znane działania uboczne waborbaktamu w monoterapii, natomiast jego działaniami ubocznymi w terapii skojarzonej z meropenemem u więcej niż 10% pacjentów są: biegunka, ból głowy, gorączka, hipokaliemia, hipoglikemia, nadpłytkowość, niedociśnienie, nudności, wymioty, zapalenie żył w miejscu wlewu dożylnego oraz zwiększona aktywność aminotransferazy alaninowej, aminotransferazy asparaginianowej, dehydrogenazy mleczanowej i fosfatazy alkalicznej w osoczu.